# F-Zero 99
F-Zero 99 é um jogo de corrida online desenvolvido pela Nintendo Software Technology e publicado pela Nintendo para o Nintendo Switch. Foi anunciado durante uma apresentação da Nintendo Direct em 14 de setembro de 2023 e lançado gratuitamente através do serviço de assinatura Nintendo Switch Online (NSO) no mesmo dia para seus usuários.
Este é o primeiro novo jogo da série F-Zero desde o lançamento de F-Zero Climax em 2004. Apesar de parecer rodar em Mode-7, o jogo na verdade é totalmente em 3D, porem em um estilo que "emula" o Mode-7, isso inclui a reutilização do menus do jogo, onde a arte usa a do Super Nintendo, mas contem novos sprites.

## Jogabilidade
Seguindo uma abordagem semelhante a Tetris 99 e Pac-Man 99, o jogo reutiliza recursos de F-Zero e os re-contextualiza como um battle royale. O sistema de impulso de velocidade lembra o que estreou em F-Zero X. Cada máquina tem um medidor de energia, que serve para dois propósitos. Primeiro, é uma barra de vida da máquina e diminui conforme o jogador sofre acidentes ou ataques de pilotos adversários. Segundo, o jogador recebe a capacidade de acelerar, mas deve sacrificar energia para fazê-lo.
O Jogo reutiliza estilo gráfico, musicas e veiculo da versão original de Super Nintendo, porem se adapta com o fato de por usar o analógico para controlar o veiculo, os veículos e os carros foram adaptados para se comportarem a um modo battle royale, mas principalmente, o circuito ganhou uma área "aérea" podendo navegar por ela sem a necessidade de utilizar turbos ou sem interferência de outros pilotos.
Seu modo principal é uma única corrida online com até 99 jogadores. O jogo também possui modos rotativos, como o "Grande Prêmio", "Batalha em Equipe" e "Pistas Profissionais". Um sistema de conquistas existe dentro do jogo e permite que, conforme o jogador vai completando o jogo, novos itens podem ser desbloqueados, e assim como em todo jogo online competitivo, um modo Ranking existe para poder ter saber sua posição em comparação do mundo todo.

## Desenvolvimento
Apos o lançamento de F-Zero Climax, a franquia entrou em um hiato de quase 19 anos, com o Shigeru Miyamoto dando entrevista dizendo que queria reviver a serie mas não sabia como. Até mesmo ex-produtores que passaram pela franquia mantiveram as esperanças de um novo F-Zero.
Em 14 de Setembro de 2023, a Nintendo anunciou numa Nintendo Direct o jogo e acabou sendo lançado apos a apresentação ser encerrada, sendo o Primeiro F-Zero a estar em Português do Brasil. A Nintendo foi atualizando o jogo e introduzindo novos conteúdos, em 18 de Outubro de 2023, as pistas Mute City III; Red Canyon II e Fire Field foram adicionadas ao jogo. Em 28 de Novembro de 2023 foi introduzido o Modo Corrida Clássica ao jogo. Em 24 de Janeiro de 2024 foi introduzido algumas pistas secretas dentro do jogo que podem aparecer conforme a jogatina.
Na atualização de 24/01/2024, foi introduzido a possibilidade de jogar em salas fechadas, caso o jogador tenha uma senha especifica, conseguira joga esse modo em uma sala privada, caso jogue, seus resultados e recordes não são computados para o ranking mundial do jogo e além disso, pouco experiencia será dada mesmo que o jogador consiga fazer um resultado muito bom. Em 28 de Março de 2024, foi introduzido dois modos novos, o primeiro é o modo espelhado ou modo mirror, permitindo o jogador correr na pistas de forma invertida, o segundo modo é o Steer Assist, essa assistência permite com que o jogo evite que o jogador colida em parede ou trechos acidentados durante a corrida, esse modo pode ser desativado nas opções do jogo

## Recepção
O jogo teve uma recepção positiva de acordo com o Metacritic, recebendo uma media de 82. A NintendoLife deu nota 9/10 dizendo que a introdução de um modo onde 99 jogadores competem entre si parece algo natural e não forçado.
Sites que não deram nota também comentaram sobre o jogo, a maioria comenta dizendo para não deixar o visual enganar, que o jogo foi bem adaptado para o Nintendo Switch. Além disso, poderia ser um sinal da própria Nintendo em ver o interesso do publico na franquia para lançar num futuro um novo jogo definitivo da serie.